# 彭志忠
彭志忠（1932年—1986年），男，湖北天门人，中国矿物学家、晶体学家，曾任武汉地质学院教授、博士生导师，第三、五、六届全国人大代表。